# Bucephala (stad)
Bucephala is een stad uit de Griekse oudheid, gesticht in 326 v.Chr. aan de oevers van de rivier Hydaspes, op de locatie van het huidige Jhelum in de Punjab in Pakistan. Bucephala werd opgericht door Alexander de Grote ter nagedachtenis van zijn paard Bucephalus in het jaar en op de plaats dat Bucephalus overleed na de slag bij de Hydaspes tegen Poros.